# Atlético Rio Negro Clube (AM)
Der Atlético Rio Negro Clube, in der Regel nur kurz Rio Negro genannt, ist ein Fußballverein aus Manaus im brasilianischen Bundesstaat Amazonas.

## Erfolge
Männer:
- Staatsmeisterschaft von Amazonas: 1921, 1927, 1931, 1932, 1938, 1940, 1943, 1962, 1965, 1975, 1982, 1987, 1988, 1989, 1990, 2001
- Torneio Início do Campeonato Amazonense: 2001
- Staatsmeisterschaft von Amazonas B: 1917, 2008, 2022

Frauen:
- Staatsmeisterschaft von Amazonas: 2007

## Stadion
Der Verein trägt seine Heimspiele im Estádio Municipal Carlos Zamith, auch unter dem Namen Estádio Carlos Zamith bekannt, in Manaus aus. Das Stadion hat ein Fassungsvermögen von 5000 Personen.

## Trainerchronik
Stand: 2023
| Trainer          | Nation          | von            | bis               |
| ---------------- | --------------- | -------------- | ----------------- |
| Gaúcho           | Brasilien       | 1. Januar 1985 | 31. Dezember 1985 |
| Santiago Escobar | Kolumbien       | 1. Januar 1998 | 30. Juni 1998     |
| Edgardo Baldi    | Italien Uruguay | 1. Juli 2002   | 30. Juni 2003     |
| João Cavalo      | Brasilien       | 1. April 2022  | 1. April 2023     |